# Guglielmo di Brienne
Guglielmo di Brienne (1168 circa – 1199) è stato un nobile francese, signore di Pacy-sur-Armançon, figlio di Erardo II di Brienne, conte di Brienne, e di Agnese di Montfaucon..
Verso il 1188 sposò Eustachia di Courtenay, figlia di Pietro I di Francia e di Elisabetta di Courtenay, da cui ebbe due figli, Andrea (morto verso il 1215) e Helvise, che sposò il visconte Giovanni di Saint Florentin.
Nel 1196 Pietro II di Courtenay, conte reggente di Nevers, d'Auxerre e di Tonnerre, uomo di natura violenta e facile alle armi, tentò di procurarsi del denaro di cui aveva bisogno approfittando delle terre dei suoi vassalli. Gugliemo, che era cognato di Pietro, si ribellò e, alla testa di un esercito di signori della Champagne, fra i quali anche i suoi fratelli, saccheggiò le terre e i villaggi di Pietro nella valle della Cure, compresi quelli dipendenti dall'abbazia della Maddalena. In seguito pose l'assedio a Vézelay: no essendo riuscito a conquistarla, si accontentò di bruciare i villaggi circostanti, tra cui Précy sous Pierre-Perthuis, Foissy, Asquins, Versigny, Varigny e Blannay. Pietro fu quindi costretto a fare la pace e a rinunciare ai suoi piani.
Nel 1199, Guglielmo e Pietro si riconciliarono. Quando Guglielmo fece una donazione alle abbazie di Pontigny e Quincy, scelse il cognato come garante della rendita che stava elargendo.
La data esatta della morte di Guglielmo, avvenuta nel 1199, non è nota, ma alla fine di quell'anno la moglie Eustachia, confermando la donazione che il marito aveva fatto alle abbazie di Pontigny e Quincy, affermò che egli era in fin di vita.
Nell'ottobre del 1200 Tebaldo III, conte di Champagne, donò all'Abbazia di Saint-Michel di Tonnerre una rendita per il riposo dell'anima del suo amico Guglielmo di Brienne sperando in questo modo di riscattare il riposo dell'anima del defunto, che in vita aveva arrecato grandi danni ai monaci.
|                                |                           |                         | Genitori                    |  |  | Nonni |  |  | Bisnonni            |  |  | Trisnonni              |  |
|                                |                           |                         |                             |  |  |       |  |  | Erardo I di Brienne |  |  | Gualtiero I di Brienne |  |
|                                |                           |                         |                             |  |  |       |  |  | Erardo I di Brienne |  |  | Gualtiero I di Brienne |  |
|                                |                           | Eustachia di Tonnerre   |                             |  |  |       |  |  | Erardo I di Brienne |  |  |                        |  |
| Gualtiero II di Brienne        |                           |                         |                             |  |  |       |  |  | Erardo I di Brienne |  |  |                        |  |
|                                |                           | Alice di Roucy-Ramerupt | Andrea di Montdidier-Roucy  |  |  |       |  |  |                     |  |  |                        |  |
|                                |                           | Alice di Roucy-Ramerupt | Andrea di Montdidier-Roucy  |  |  |       |  |  |                     |  |  |                        |  |
|                                |                           | Alice di Roucy-Ramerupt | Adelaide                    |  |  |       |  |  |                     |  |  |                        |  |
| Erardo II di Brienne           |                           | Alice di Roucy-Ramerupt |                             |  |  |       |  |  |                     |  |  |                        |  |
|                                |                           | …                       | …                           |  |  |       |  |  |                     |  |  |                        |  |
|                                |                           | …                       | …                           |  |  |       |  |  |                     |  |  |                        |  |
|                                |                           | …                       | …                           |  |  |       |  |  |                     |  |  |                        |  |
| …                              |                           | …                       |                             |  |  |       |  |  |                     |  |  |                        |  |
|                                |                           | …                       | …                           |  |  |       |  |  |                     |  |  |                        |  |
|                                |                           | …                       | …                           |  |  |       |  |  |                     |  |  |                        |  |
|                                |                           | …                       | …                           |  |  |       |  |  |                     |  |  |                        |  |
| Guglielmo di Brienne           |                           | …                       |                             |  |  |       |  |  |                     |  |  |                        |  |
|                                | Riccardo II di Montfaucon | Amedeo I di Montfaucon  |                             |  |  |       |  |  |                     |  |  |                        |  |
|                                | Riccardo II di Montfaucon | Amedeo I di Montfaucon  |                             |  |  |       |  |  |                     |  |  |                        |  |
|                                | Riccardo II di Montfaucon | ? di Neuenburg          |                             |  |  |       |  |  |                     |  |  |                        |  |
| Amedeo II di Montfaucon        | Riccardo II di Montfaucon |                         |                             |  |  |       |  |  |                     |  |  |                        |  |
|                                |                           | Sofia di Montbéliard    | Teodorico II di Montbéliard |  |  |       |  |  |                     |  |  |                        |  |
|                                |                           | Sofia di Montbéliard    | Teodorico II di Montbéliard |  |  |       |  |  |                     |  |  |                        |  |
|                                |                           | Sofia di Montbéliard    | Gertrude d'Asburgo          |  |  |       |  |  |                     |  |  |                        |  |
| Agnese di Montfaucon           |                           | Sofia di Montbéliard    |                             |  |  |       |  |  |                     |  |  |                        |  |
|                                |                           | Ruggero I di Joinville  | Goffredo II di Joinville    |  |  |       |  |  |                     |  |  |                        |  |
|                                |                           | Ruggero I di Joinville  | Goffredo II di Joinville    |  |  |       |  |  |                     |  |  |                        |  |
|                                |                           | Ruggero I di Joinville  | Hodierna di Courtenay       |  |  |       |  |  |                     |  |  |                        |  |
| Beatrice di Grandson-Joinville |                           | Ruggero I di Joinville  |                             |  |  |       |  |  |                     |  |  |                        |  |
|                                |                           | Ildegarda di Vignory    | Guido III di Vignory        |  |  |       |  |  |                     |  |  |                        |  |
|                                |                           | Ildegarda di Vignory    | Guido III di Vignory        |  |  |       |  |  |                     |  |  |                        |  |
|                                |                           | Ildegarda di Vignory    | Beatrice di Borgogna        |  |  |       |  |  |                     |  |  |                        |  |
|                                |                           | Ildegarda di Vignory    |                             |  |  |       |  |  |                     |  |  |                        |  |